# Puppet Blues
Puppet Blues est la trente-neuvième histoire de la série Les Tuniques bleues de Lambil et Raoul Cauvin. Elle est publiée pour la première fois du no 3058 au no 3068 du journal Spirou, puis en album en 1997. 

## Résumé
À la vue des photographies de Sutton représentant la guerre, le général Cochran le convoque et lui demande des photos différentes, plus plaisantes, dans le but d'inciter les jeunes à s'engager sous les drapeaux.
Sutton a alors une idée ; soigner l'image de la guerre par des photos truquées. C'est alors le début d'une propagande grotesque. En effet, les soldats vont devoir se plier aux ordres et prendre des poses plus ridicules les unes que les autres et avec le sourire. Les soldats sont plus d'un à trouver que cette comédie a assez duré mais nul n'ose intervenir et y mettre un terme. En effet, les ordres viennent de haut et celui qui s'y opposerait mettrait sa carrière en péril. Mais un soir, Blutch est désigné par le général du camp, le général Alexander. C'est donc à lui que reviendra la charge de se débarrasser de Sutton et de cette mascarade. 
Pour y arriver, il va libérer les prisonniers afin que les soldats soient occupés et n'aient pas le temps pour des photos. Mais sans succès. Ce dernier va alors nommer le capitaine Stark pour accoster Sutton et sa roulotte durant le parcours jusqu'à Washington, le jour de son départ. Le capitaine et son légendaire don pour faire charger les chevaux va, de cette manière, envoyer la caravane dans un profond ravin. Les photos mensongères sont alors détruites et ne seront donc jamais diffusées.
Quelques jours plus tard, les photos d'origine de Sutton sont exposées et plaisent beaucoup au Président. D'après lui, la guerre ne doit pas être glorifiée. Il s'agit là de la triste vérité qui se doit d'être montrée telle qu'elle est au reste du monde. L'album se terminera sur ces sages paroles. 
Cochran va alors ordonner à Sutton de s'engager pour qu'il comprenne comment est réellement la guerre.

## Personnages
- Blutch est contre ce qui se passe pendant toute l'histoire et c'est d'ailleurs grâce à lui que cela s'arrêtera et que la propagande des photos n'aura pas lieu.
- Chesterfield va, en premier lieu, se prêter au jeu par peur de perdre sa place mais ensuite s'allier à Blutch en vue de la situation qui empire.
- William Sutton est le photographe et l'auteur de cette comédie ridicule dont les marionnettes sont les bleus.
- Le général Cochran va ordonner la publication de photos mensongères dans le but d'inciter les jeunes à s'engager sous les drapeaux et ensuite se résigner face à l'avis du Président.
- Le Capitaine Stark et son légendaire "Chargez !" vont détruire les photos truquées.
- Le Général Alexander va désigner Blutch pour qu'il mette un terme à cette situation. Il ne le fera pas lui-même par peur de perdre sa carrière.